# Karolina Zalewski-Gardoni
Pour les articles homonymes, voir Zalewski.
Karolina Zalewski, née Karolina Zalewska le 19 mars 1984 à Varsovie, est une handballeuse franco-polonaise évoluant au poste d'ailière droite. En club, elle a évolué au CJF Fleury Loiret et au Issy Paris Hand/Paris 92.

## Biographie
Fille de Mariusz Zalewski, ancien international polonais, Karolina Zalewska naît à Varsovie avant d'arriver en France à l’âge de trois ans. Elle a douze ans lorsqu’elle franchit les portes du club de Conches, en Normandie. Elle évolue ensuite une année à Châteauneuf[Lequel ?] avant de rejoindre Fleury, dès l’âge de 16 ans. Huit ans plus tard, elle migre vers Issy-Paris, qui sera son dernier club. 
Après avoir évolué avec les équipes de France chez les jeunes avec notamment une 5e place au championnat d'Europe junior en 2002, Monika Stachowska, qui évoluait alors à Brest apprend que Zalewski avait la double-nationalité et a appelle la Fédération polonaise qui n’était pas au courant. Elle connaît ainsi à 27 ans ses premières sélections en équipe nationale polonaise et participe au Championnat d'Europe 2014, terminé à la 11e place, puis au Championnat du monde 2015, terminé à la 4e place.
En janvier 2012, tout en continuant à évoluer en tant que joueuse professionnelle, elle devient la responsable marketing et communication du Paris 92,, poste qu'elle occupe jusqu'en mars 2024. Elle prend sa retraite sportive en 2017 et reprend temporairement du service de février à juin 2021.

## Palmarès

### Club
compétitions internationales
- finaliste de la coupe d'Europe des vainqueurs de coupe (1) : 2013
- finaliste de la coupe Challenge (1) : 2014

compétitions nationales
- vainqueur du Championnat de France de Division 2 (1) : 2003
- vainqueur de la coupe de la Ligue (1) : 2013
- finaliste du championnat de France (2) : 2012 et 2014
- finaliste de la coupe de France (2) : 2014 et 2017

### En équipes nationales
équipe de Pologne
- 11e place du Championnat d'Europe 2014
- 4e place du Championnat du monde 2015

équipe de France junior
- 5e place du championnat d'Europe junior en 2002